# Camponotini
Camponotini — триба мурашок підродини Formicinae. Триба включає понад 1600 видів. Представники триби поширені по всьому світі.

## Опис
Camponotini мають наступні синапоморфії (Болтон, 2003):
- Третій зубець мандибул нередукований.
- Вусикові розетки розташовані далеко позаду заднього краю наличника.
- Личинки мають верхню губу з хілосклеритами (chiloscleres).
- Личинки мають пресепіум (praesaepium)

## Роди
- Calomyrmex Emery, 1895
- Camponotus Mayr, 1861
- †Chimaeromyrma Dlussky, 1988
- Echinopla Smith, 1857
- Forelophilus Kutter, 1931
- Opisthopsis Dalla Torre, 1893
- Overbeckia Viehmeyer, 1916
- Phasmomyrmex Stitz, 1910
- Polyrhachis Smith, 1857
- †Pseudocamponotus Carpenter, 1930